# Юбилейный (Оренбургская область)
Юбиле́йный — посёлок в Адамовском районе Оренбургской области России. Административный центр Юбилейного сельсовета.

## География
Посёлок находится в восточной части Оренбургской области, в подзоне типчаково-ковыльных степей, на правом берегу реки Жусы, на расстоянии примерно 41 км (по прямой) к северо-западу от посёлка Адамовка, административного центра района. Абсолютная высота — 269 м над уровнем моря.
Климат
Климат характеризуется как резко континентальный с морозной зимой и жарким летом. Среднегодовая температура воздуха составляет 1,5 °C . Абсолютный максимум температуры воздуха составляет 42 °C; абсолютный минимум — −42 °C. Среднегодовое количество атмосферных осадков составляет 280—330 мм. При этом около 75 % осадков выпадает в тёплый период. Снежный покров держится в среднем около 152 дней в году.
Часовой пояс
Посёлок Юбилейный, как и вся Оренбургская область, находится в часовой зоне МСК+2. Смещение применяемого времени относительно UTC составляет +5:00.

## Население
| 2010 |
| ---- |
| 699  |

Гендерный состав
По данным Всероссийской переписи населения 2010 года в гендерной структуре населения мужчины составляли 45,9 %, женщины — соответственно 54,1 %.
Национальный состав
Согласно результатам переписи 2002 года, в национальной структуре населения русские составляли 56 % из 807 чел.

## Инфраструктура
Действуют школа, детский сад, врачебная амбулатория, дом культуры и библиотека.

## Улицы
| - пер. Больничный, - ул. Луговая, - ул. Молодёжная, | - ул. Новосёлов, - ул. Советская, - ул. Строителей, | - ул. Целинная, - ул. Центральная, - ул. Школьная. |